# Periclimenes franklini
Periclimenes franklini är en kräftdjursart som beskrevs av Bruce 1990. Periclimenes franklini ingår i släktet Periclimenes och familjen Palaemonidae. Inga underarter finns listade i Catalogue of Life.